# TMEM155
TMEM155 (англ. Transmembrane protein 155) – білок, який кодується однойменним геном, розташованим у людей на 4-й хромосомі. Довжина поліпептидного ланцюга білка становить 130 амінокислот, а молекулярна маса — 14 221.
| 10         |  | 20         |  | 30         |  | 40         |  | 50         |
| ---------- |  | ---------- |  | ---------- |  | ---------- |  | ---------- |
| MASDLIRTIL |  | AVALISKLGT |  | AVDAELMPSG |  | AILQNKRENL |  | PRVCHALAFL |
| GMARCQDLFL |  | VRLQGWKLGT |  | RFQDGPRSTP |  | QEEGGSPQRK |  | RGMPVQIHFL |
| LKSFLSSPIT |  | FAFISLARTV |  | SLATAICKIV |  |            |  |            |

A: Аланін

C: Цистеїн

D: Аспарагінова кислота

E: Глутамінова кислота

F: Фенілаланін

G: Гліцин

H: Гістидин

I: Ізолейцин

K: Лізин

L: Лейцин

M: Метіонін

N: Аспарагін

P: Пролін

Q: Глутамін

R: Аргінін

S: Серин

T: Треонін

V: Валін

Секретований назовні.